# Шостачка
Шостачка — річка у Смілянському районі Черкаської області, права притока Гнилого Ташлика.

## Історія
Колишня назва Лебединка. Позначена на мапі Шуберта Ф. Ф. 1868–1891 рр. та згадується і словнику географічному Королівства Польського.

## Опис
Довжина річки 12 км., похил річки — 3,8 м/км. Формується з багатьох безіменних струмків та водойм. Площа басейну 92,0 км².

## Розташування
Шостачка бере початок на південний схід від села Матусів. Тече переважно на північний схід в межах села Самгородок і в селі Ташлик впадає у річку Гнилий Ташлик, ліву притоку Тясмина.